# 梨树镇 (鸡西市)
梨树镇是中华人民共和国黑龙江省鸡西市梨树区下辖的一个镇。

## 行政区划
梨树镇下辖以下村级行政区划单位：
穆棱社区、中心村、凤山村、新进村、前进村、石场村、双胜村、双合村、碱场村、河西村、猴石村和河口村。